# 圣保罗区 (威尼斯)

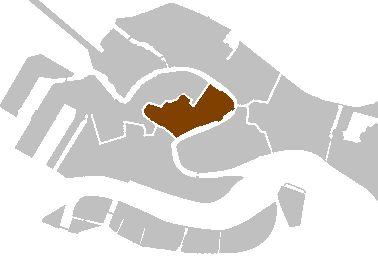
圣波罗在威尼斯市的位置

圣保罗区（San Polo）是威尼斯六个区中最小的一个区，面积只有35公顷，沿着大运河。它是威尼斯最古老的部分之一，在9世纪以前已经有人居住，当时它和圣马可区组成Realtine群岛的一部分。该区得名于圣保禄堂（San Polo di Venezia）。
自1097年以来，圣保罗区就是威尼斯的主要集市，自从13世纪通过里亚尔托桥连接城市的右岸。该区的西部现在以教堂著称，而东部，有时称为里亚尔托，以宫殿以及较小的建筑著称。
圣保罗区的名胜包括里亚尔托桥，里亚尔托圣雅各伯教堂（San Giacomo di Rialto，据传说是这个城市最古老的教堂），圣保罗广场（Campo San Polo），哥尔多尼府（Casa di Carlo Goldoni）、圣方济会荣耀圣母教堂（Basilica di Santa Maria Gloriosa dei Frari）、圣洛克教堂（Chiesa di San Rocco）和圣洛克大会堂（Scuola Grande di San Rocco）。